# جيري مارتينا
جيري مارتينا (بالإنجليزية: Gerry Martina)‏ هو مصارع هاوي أيرلندي، ولد في 1928، وتوفي في 1990.

## وصلات خارجية
- جيري مارتينا على موقع أوليمبيديا (الإنجليزية)